# 프레치
프레치(이탈리아어: Preci)는 이탈리아 움브리아주 페루자도에 있는 코무네다. 페루자에서 남동쪽으로 60km 거리에 있다.
요새 내부에서 발전한 중세 도시였으며, 요새는 1328년에 지진으로 대부분이 파괴되었다.